# Nectria aurantiaca
Nectria aurantiaca är en svampart som först beskrevs av Tul. & C. Tul., och fick sitt nu gällande namn av Arthur Louis Arthurovic de Jaczewski 1913. Nectria aurantiaca ingår i släktet Nectria och familjen Nectriaceae.   Inga underarter finns listade i Catalogue of Life.